# St. Nikolaus (Orscholz)

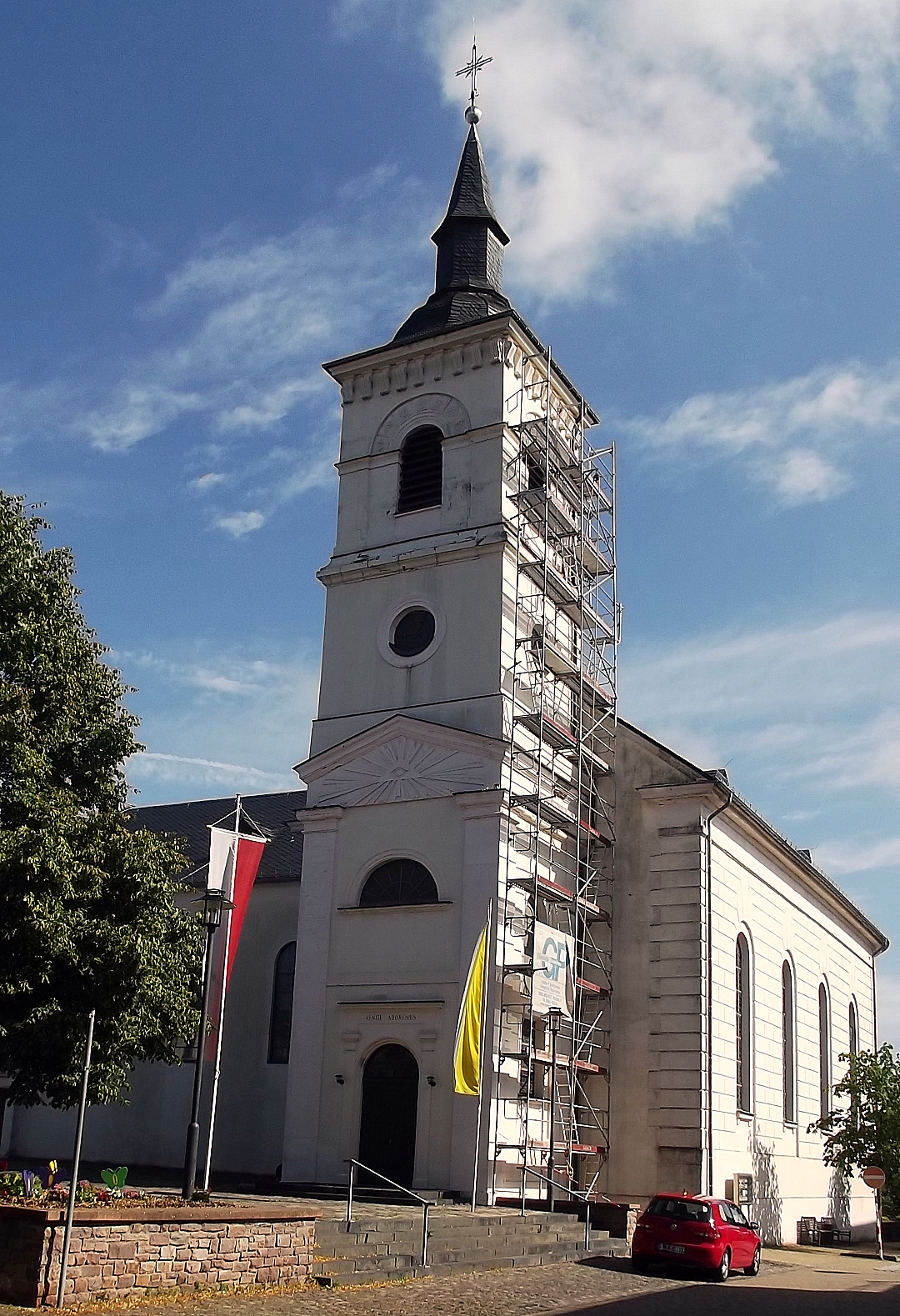
Die katholische Pfarrkirche St. Nikolaus in Orscholz

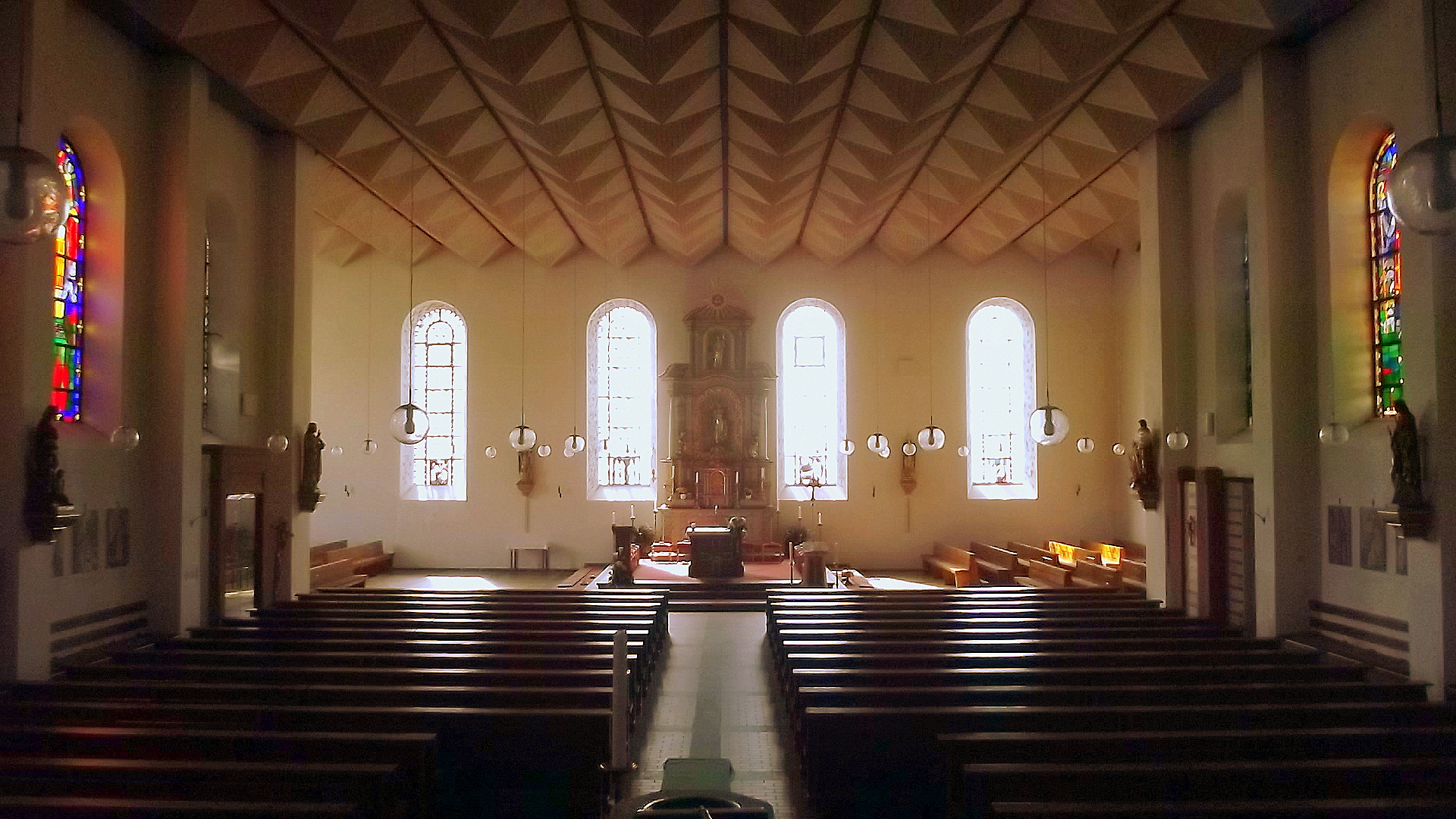
Blick ins Innere der Kirche

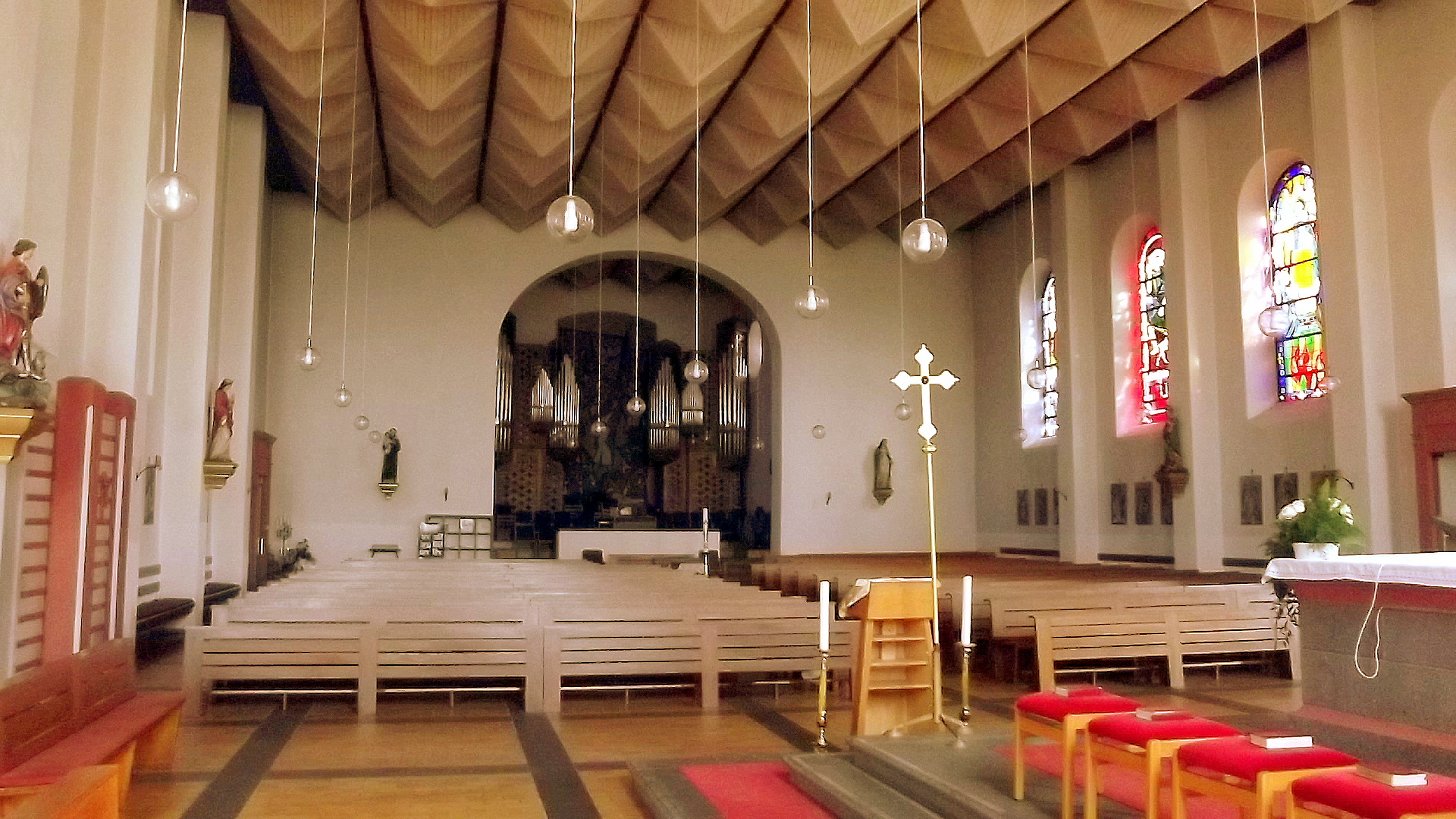
Blick zum Orgelprospekt

Die Kirche St. Nikolaus und St. Hubertus ist eine römisch-katholische Pfarrkirche in Orscholz, einem Ortsteil der Gemeinde Mettlach, Landkreis Merzig-Wadern, Saarland. Die Kirche trägt das Patrozinium des heiligen Nikolaus und des heiligen Hubertus als Nebenpatron. In der Denkmalliste des Saarlandes ist der Sakralbau als Einzeldenkmal aufgeführt.

## Geschichte
Bevor das heutige Kirchengebäude errichtet wurde, diente eine dem heiligen Nikolaus gewidmete Kapelle, die um das Jahr 1560 bereits erbaut worden war, den Katholiken von Orscholz als Gottesdienstort. Pfarramtlich war Orscholz der Pfarrei St. Martin in Tünsdorf als Filiale zugeordnet. Den Zehnten hatte Orscholz den Herren von Meinsberg, dem Pfarrer von Tünsdorf und den Jesuiten in Trier zu entrichten.
Im Jahr 1734 erfolgte der Neubau der Nikolauskapelle, in der an Sonn- und Feiertagen ein Vikar den Gottesdienst abhielt. Zur Feier der kirchlichen Hochfeste und für Kindstaufen mussten die Orscholzer aber weiterhin die Kirche der Mutterpfarrei in Tünsdorf besuchen.
Im Zuge der politischen Veränderungen, die durch die Französische Revolution ausgelöst wurden, kam das lothringische Orscholz zum 1790 errichteten Moseldepartement und wurde dem Bistum Metz zugeordnet. Im Jahr 1802 wurde Orscholz zur Sukkursalpfarrei (Hilfspfarrei) im Kanton Sierck erhoben und von der Mutterpfarrei Tünsdorf abgetrennt. Nach dem Ende der französischen Herrschaft 1815 war die Bezeichnung Sukkursalpfarrei allerdings nicht mehr in Gebrauch. Im Jahr 1827 wurde die Pfarrei Orscholz dem Dekanat Perl im Bistum Trier zugeordnet.
Da die im Jahr 1734 errichtete Kapelle nicht mehr den Erfordernissen der wachsenden Pfarrgemeinde entsprach, entschloss man sich eine neue Gottesdienststätte zu bauen. Dies geschah in den Jahren 1830 bis 1831. Die Pläne der neuen Pfarrkirche, die wieder dem heiligen Nikolaus gewidmet wurde und den heiligen Hubertus als zweiten Patron erhielt, stammten von Baumeister Peter Bentz (Trier).
Aufgrund des Bevölkerungswachstums war die neue Pfarrkirche zu Beginn des 20. Jahrhunderts zu klein geworden. Man entschloss sich deshalb das bestehende Kirchengebäude durch einen Anbau im Nordwesten zu erweitern. Das Architekturbüro Huch und Grefges (Koblenz) zeichnete für die Pläne des Erweiterungsbaus verantwortlich. Der alte Bau diente nun als Altarraum. Im Zweiten Weltkrieg wurde die Kirche teilweise zerstört. Die Wiederaufbaumaßnahmen nach dem Krieg erfolgten im Jahr 1946 nach Plänen des Architekten Fritz Thoma (Trier). In den Jahren 1969 bis 1974 wurde die Kirche einer Restaurierung und einem Umbau im Altarraum unter der Leitung des Architekten Herbert Hermann (Trier) unterzogen.

## Architektur und Ausstattung
Während es sich bei der ursprünglichen Kirche aus den 1830er Jahren um einen vierachsigen klassizistischen Saalbau mit rundem Chorabschluss handelte, dem ein Turm mit Haube vorangestellt wurde, war der Erweiterungsbau der 1920er Jahre als dreischiffige Basilika mit Dachreiter im neobarocken Stil konzipiert. Der alte Bau mit dem Turm blieb bei der Erweiterung erhalten und dient seitdem als Altarraum. Seit 1946 präsentiert sich der Erweiterungsbau als Folge von Kriegszerstörungen als einschiffiger Saal mit vier Fensterachsen und ohne Dachreiter. Der Erweiterungsbau besitzt einen chorähnlichen Anbau, im Inneren durch einen Korbbogen vom Rest des Gebäudeteils getrennt, der das Prospekt der Orgel aufnimmt.
Zur Ausstattung der Kirche gehören vier Steinplastiken aus dem Jahr 1865, geschaffen von Bildhauer Johann Bohr (Tünsdorf). Dargestellt sind der heilige Nikolaus, der heilige Hubertus, Christus der Hohepriester und Lehrer und ein Pelikan vom ersten Tabernakel der Kirche. In den Jahren 1990 bis 1992 wurden die Plastiken durch Restaurator Martin Mrziglod (Tholey) restauriert.
Vom ungarisch-deutschen Architekten und Kirchenfenstermaler György Lehoczky (Saarbrücken) stammen zwei Fenster mit den Abmessungen 300 × 150 cm aus den Jahren 1954–55, die den heiligen Wendelin und den heiligen Laurentius zeigen. Willi Kurz und Rudolf Wank zeichneten für die Ausführung der Fenster verantwortlich.
Im Altarraum befindet sich ein Manderscheider Barockaltar mit einer Figur der Himmelskönigin über dem Tabernakel. Der Altar wurde im Jahr 1970 angekauft.
Die Orgel der Kirche wurde 1976 von der Firma Eduard Sebald (Trier) errichtet. Das Schleifladen-Instrument verfügt über 20 Register, verteilt auf zwei Manuale und Pedal. Die Spieltraktur ist mechanisch, die Registertraktur ist elektrisch.